# 利赫滕堡 (西北省)

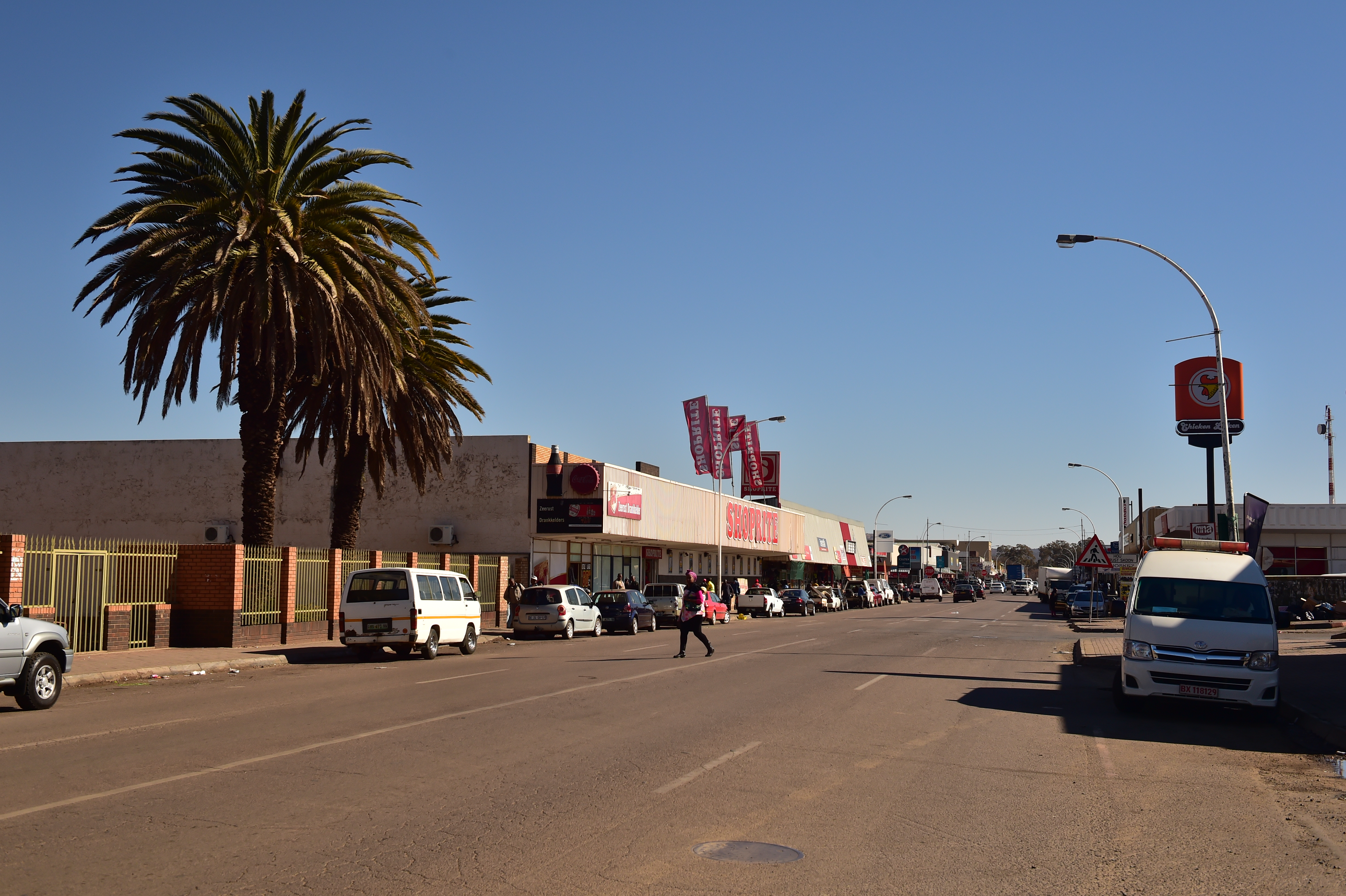
利赫滕堡

利赫滕堡是南非的城鎮，位於該國西北部，由西北省負責管轄，始建於1873年，面積87.13平方公里，2001年人口11,927，人口密度每平方公里約140人。